# MED-EL
MED-EL entwickelt und produziert implantierbare Hörsysteme (Cochleaimplantate, Mittelohr-Implantat, Knochenleitungs-Implantate und Hörsysteme mit elektro-akustischer Stimulation). Das international tätige Medizintechnikunternehmen mit Sitz in Innsbruck, Österreich, wurde 1990 gegründet. MED-EL befindet sich in Privatbesitz und wird von der geschäftsführenden Gesellschafterin Ingeborg Hochmair geleitet.

## Hintergrund
Die österreichischen Wissenschaftler Ingeborg Hochmair-Desoyer und Erwin Hochmair entwickelten das weltweit erste mikroelektronische Mehrkanal-Cochlea-Implantat. Die Implantation im Jahr 1977 bedeutete einen Meilenstein in der Behandlung der Taubheit.
1990 gründete das Ehepaar MED-EL in Innsbruck, Österreich.
Seit 2003 ist der US-amerikanische Physiologe und Erfinder Geoffrey R. Ball technischer Leiter (CTO) des mit MED-EL verbundenen Unternehmens VIBRANT MED-EL.

## Auszeichnungen
2004 erhielt das Ehepaar Hochmair für die Entwicklung des ersten mehrkanaligen Cochlea-Implantats mit Hybridtechnik die Ehrendoktorwürde der TU München als „Pioniere der Gehörlosen-Technik“. 2013 wurde Ingeborg Hochmair in New York mit dem Lasker-De Bakey Clinical Medical Research Award ausgezeichnet.

## Forschung & Entwicklung
MED-EL betreibt Forschung und Entwicklung. Im August 2013 wurde ein neues Gebäude speziell für diesen Bereich in Innsbruck errichtet.
MED-EL operiert in mehr als 100 Ländern weltweit, u. a. in Europa, Amerika, dem Mittleren Osten und in Asien. Die Zentrale befindet sich in Innsbruck, Österreich.

## Produkte

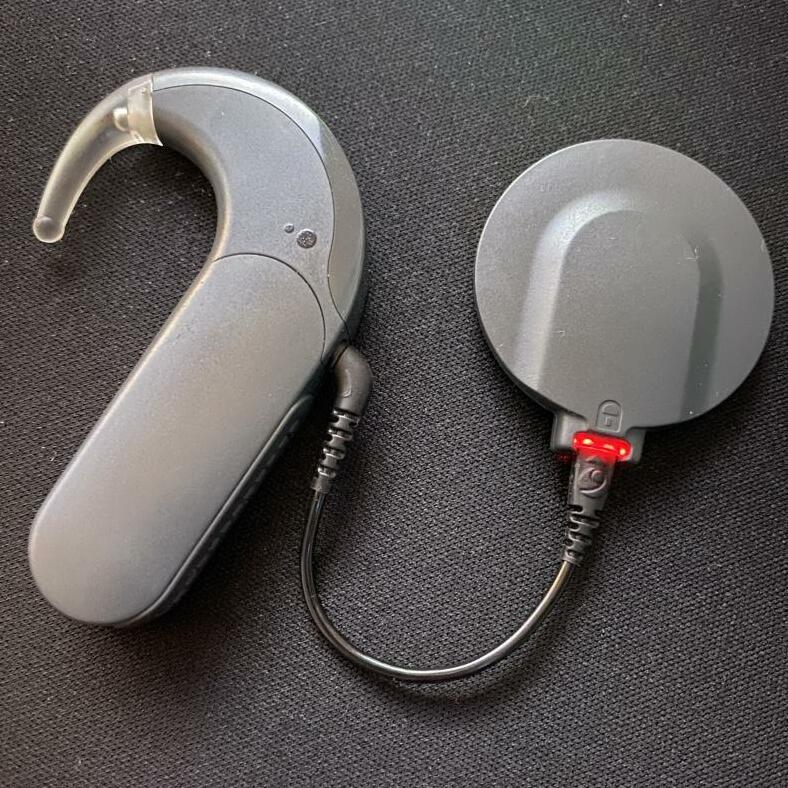
MED-EL Sonnet 2

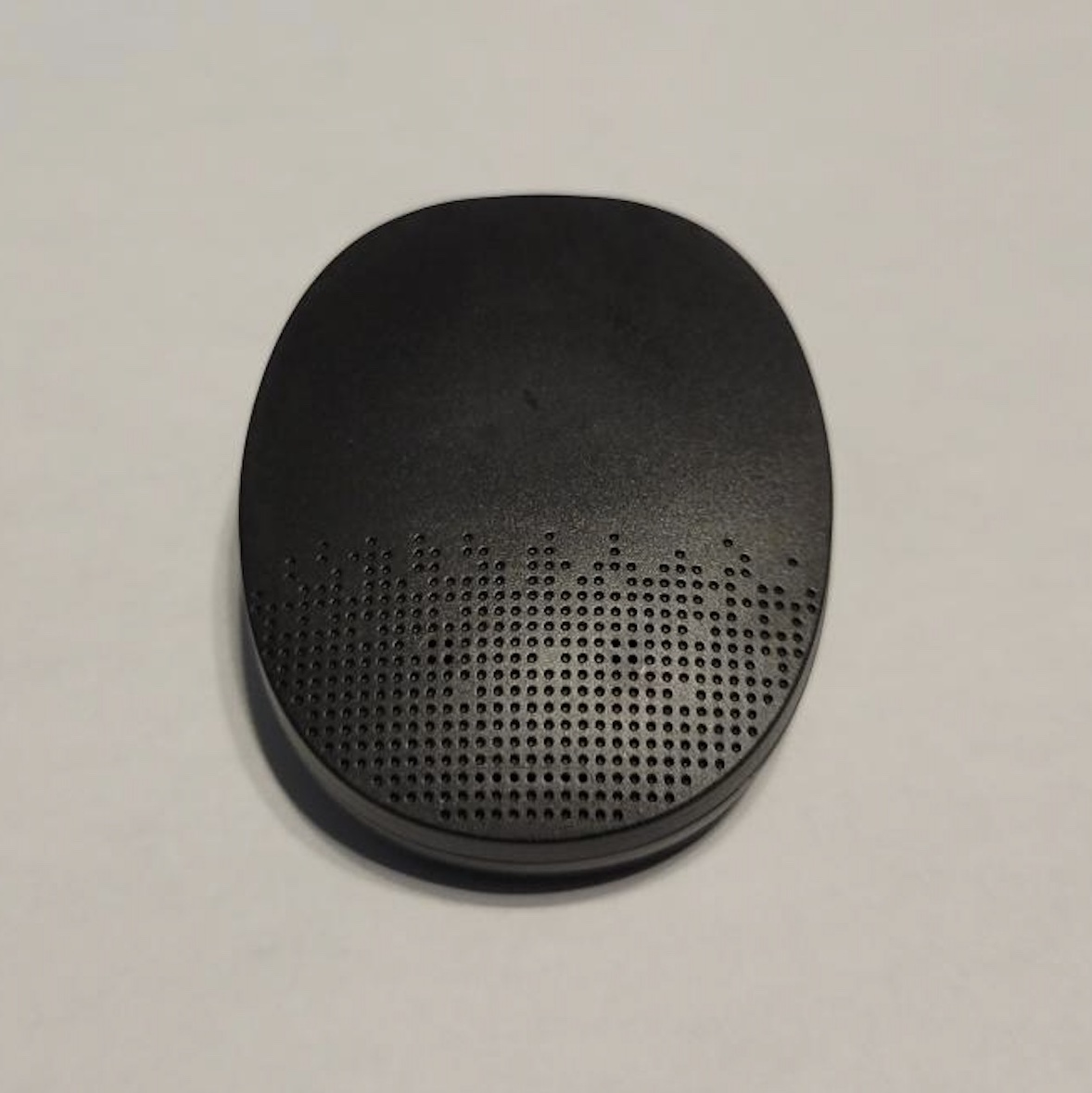
Rondo 3

MED-EL entwickelt, produziert und vertreibt verschiedene Hörimplantat-Lösungen zur Behandlung der unterschiedlichen Arten von Hörverlust.
- SYNCHRONY Cochlea-Implantatsystem: Für Personen, die eine schwere bis hochgradige Innenohrschwerhörigkeit haben. Bei dieser Art von Hörverlust schaffen Hörgeräte nur wenig oder gar keine Abhilfe. Ein CI ist die einzige medizinische Lösung, die den Hörsinn wiederherstellen kann. Dabei werden jene Teile des Innenohrs umgangen, die nicht mehr funktionieren, und dafür die Nervenfasern in der Cochlea durch elektrische Impulse direkt stimuliert.
- SYNCHRONY EAS Hörimplantatsystem: Elektrisch-akustische Stimulation ist für Personen mit partiellem Hörverlust, die hochfrequente Töne nicht richtig hören können. Das kann sowohl bei Kindern als auch bei Erwachsenen vorkommen. EAS verbindet zwei Technologien miteinander: ein Cochlea-Implantat zum Hören der hochfrequenten Töne und ein Gerät zur akustischen Stimulation der Tieftonfrequenzen. In Kombination können diese beiden Technologien das gesamte Hörspektrum abdecken.
- Vibrant Soundbridge: Mittelohr-Implantatsystem für Personen, bei denen eine leichte bis schwere Innenohrschwerhörigkeit oder eine Schallleitungs- und kombinierte Schwerhörigkeit diagnostiziert wurde.
- BONEBRIDGE: Ermöglicht eine Schallübertragung mittels Knochenleitung direkt zum Innenohr. Damit ist es eine geeignete Lösung für Personen, bei denen der Schall nicht über das Außen- und Mittelohr an das Innenohr weitergegeben werden kann. Die Bonebridge ist ein teilimplantierbares Hörsystem, bei dem das Implantat vollständig unter der Haut liegt.
- ADHEAR: Diese nicht-implantierbare Knochenleitungshörsystem überträgt die Vibrationen über einen speziellen Klebeadapter durch die Haut über den Knochen zum Innenohr.
- ABI (Auditory Brainstem Implant) – Hirnstamm-Implantat: Dieses Implantat ist für Personen, die einen geschädigten Hörnerv haben. Hörimpulse können mittels eines Hirnstamm-Implantats direkt an das Gehirn weitergeleitet werden.